# Europejski Puchar Formuły Renault V6
 Europejski Puchar Formuły Renault V6 – była seria wyścigowa działająca w latach 2003–2004. Po zastąpieniu World Series by Nissan przez World Series by Renault w 2005 roku, na bazie tej serii powstały Formuła Renault 3.5 oraz Azjatycki Puchar Formuły Renault V6.

## Historia

### 2003
Sezon 2003 był inauguracyjnym dla serii. W pierwszym sezonie tytuł mistrzowski zdobył argentyński kierowca wyścigowy – José María López z zespołu DAMS. Drugi w klasyfikacji - Szwajcar Neel Jani przegrał mistrzowski tytuł o zaledwie jeden punkt. Podium klasyfikacji generalnej uzupełnił Japończyk Kōsuke Matsuura, który miał lepszy bilans wyścigów od swojego partnera zespołowego – Tristana Gommendy. Francuski zespół ARTA-Signature okazał się najlepszy spośród wszystkich ekip startujących w serii.

### 2004
W sezonie 2004 Mistrzem Europejskiego Pucharu Formuły Renault V6 po zaciętym sezonie został Szwajcar Giorgio Mondini, który walczył z Brytyjczykiem Ryanem Sharpem, Andreą Belicchim i Neelem Jani ze Szwajcarii. Wśród zespołów najlepszą okazała się włoska ekipa mistrza serii – EuroInternational, który o 51 punktów pokonał Victory Engineering.

## Samochody
| Nadwozie                      | Tatuus                                       |
| ----------------------------- | -------------------------------------------- |
| Materiał                      | Włókno węglowe                               |
| Silnik                        | Renault Type V4Y RS, 60° V6, 3498 cc, 370 hp |
| Pojemność                     | 3396 cm3                                     |
| Zmiana biegów                 | Łopatkami przy kierownicy                    |
| Opony                         | Michelin 24x57x13 (przód) i 31x60x13 (tył)   |
| Waga                          | 590 kg                                       |
| Rozstaw Osi                   | 3000 mm                                      |
| Rozstaw kół przód/tył         | 1579/1536 mm                                 |
| Maksymalne obciążenie paliwem | 90 l                                         |

## Wyścigi
Podczas każdej z rund (z wyjątkiem Monako) rozgrywano dwa wyścigi, w których kolejność startowała była ustalona na podstawie wcześniejszych kwalifikacji (do każdego wyścigu rozgrywano osobne kwalifikacje). Długość głównego (tj. pierwszego) wyścigu wahała się między 120 i 130 km a czas jego trwania nie mógł przekraczać 45 minut. Start do tego wyścigu odbywał się z pół startowych. Drugi wyścig (tzw. sprint) rozpoczynał się lotnym startem i trwał co najwyżej 30 minut. Dystans drugiego wyścigu wynosił 80-90 km.

### System punktacji
2004 rok:
- Kwalifikacje: 2 punkty
- 30-24-20-16-12-10-8-6-4-2 (dziesięć pierwszych pozycji)

2003 rok:
- Kwalifikacje: 2 punkty
- 30-24-20-16-12-10-8-6-4-2 (dziesięć pierwszych pozycji)
- Najszybsze okrążenie: 2 punkty

## Mistrzowie
| Sezon | Kierowca                            | Zespół            |
| ----- | ----------------------------------- | ----------------- |
| 2003  | José María López (DAMS)             | ARTA-Signature    |
| 2004  | Giorgio Mondini (EuroInternational) | EuroInternational |